# (20337) Naeve
(20337) Naeve (1998 HP83) – planetoida z pasa głównego asteroid okrążająca Słońce w ciągu 3,42 lat w średniej odległości 2,27 j.a. Odkryta 21 kwietnia 1998 roku.